# 塞諾亞 (喬治亞州)
塞諾亞（英語：Senoia）是一個位於美國喬治亞州考維塔縣的城市。

## 地理
塞諾亞的座標為33°18′07″N 84°33′12″W / 33.30194°N 84.55333°W，而該地的平均海拔高度為271米（即889英尺）。

## 人口
根據2010年美國人口普查的數據，塞諾亞的面積為14.10平方千米，當中陸地面積為13.90平方千米，而水域面積為0.20平方千米。當地共有人口3307人，而人口密度為每平方千米234人。